# Besenyei Lajos
Besenyei Lajos (Tarnazsadány, 1941. június 15. –) magyar közgazdász, egyetemi tanár, rektor emeritus. A közgazdaságtudományok kandidátusa (1981).

## Életpályája
Egri Alpári Gyula Közgazdasági Technikumban (1955-1959) tanult. 1959–1964 között a Marx Károly Közgazdaságtudományi Egyetem hallgatója volt. 1964–1969 között a Marx Károly Közgazdaságtudományi Egyetem statisztikai tanszékén tanársegéd, 1969–1980 között adjunktus, 1980–1991 között docens volt. 1987-től a Szervezési és Vezetési Tudományos Társaság prognosztikai szakosztályának elnöke. 1991-től a Miskolci Egyetem számviteli és statisztikai tanszék vezetője, 1991–1993 között docense, 1993-tól tanszékvezető egyetemi tanára. 1994-ben a Gazdaságtudományi Kar dékán-helyettese, 1994–1997 között dékánja, 1997–2006 között rektora volt.  
1990 óta a Jövőkutató Bizottság (JKB) alelnöke, 1999–2005 között elnöke volt. 1991-től a Budapesti Közgazdaságtudományi Egyetemen is oktat. 1992–1997 között a Magyar Tornaszövetség sportakrobatikai bizottságának elnöke volt. 1993 óta a Statisztikai Bizottság tagja. 1993–1997 között a Nemzetközi Sportakrobatikai Szövetség pénzügyi bizottságának elnöke volt. 1993–1998 között a Statisztikai Szemle szerkesztőbizottságának tagja volt. 1995–1996 között a Tiszai Erőmű Rt. igazgatótanácsának tagja volt. 1996 óta az Országos Statisztikai Tanács tagja, 1997-től elnöke. 1998 óta a Magyar Kulturális Alapítvány felügyelőbizottságának elnöke. 1999-től a Tiszainvest Rt. igazgatótanácsának tagja, valamint a Szelete Kulturális Alapítvány kuratóriumának elnöke.  
2001–2005 között a Nemzeti Népesedési Kormánybizottság tagja volt. 2003–2004 között a Magyar Rektori Konferencia elnöke volt. 2004–2007 között a Magyar Tudományos Akadémia közgyűlési képviselője volt. 2005–2010 között a Magyar Gazdasági és Szociális Tanács elnökségi tagja volt. 2005-től a Magyar Tudományos Akadémia Statisztikai Bizottságának elnöke. 2009-től a Magyar ENSZ Társaság Kormányzó Tanács tagja. 2010-től a Magyar Professzorok Nemzetközi Szövetségének elnöke, valamint az Országos Polgárőr Szövetség elnökségi tagja. 
Kutatási területe a statisztika, a prognosztika.
Édesanyja Gyurcsik Erzsébet. Felesége Varga Katalin. Gyermeke Kinga (1972).

## Művei
- Jövőkutatás, előrejelzés a gyakorlatban (módszertani kézikönyv, társszerző, 1972)
- A nemzetközi idegenforgalom határstatisztikai megfigyelése (1975)
- Előrejelzés, megbízhatóság, valóság (társszerző, 1982)
- Ágazati statisztika (1983)
- A vállalati stratégiák prognosztikai alapozása (1985)
- Methodological problems of Planning and Forecasting (1992)
- A statisztika oktatásának aktuális kérdései (1996)
- A magyar jövőkutatás múltja, jelene és jövője (2005)
- Üzleti prognózisok idősoros modelljei (2011)
- Múlt és jövő – statisztika és előrelátás (Statisztikai Szemle, 2011)

## Díjai
- Kiváló Munkáért (1985)
- Fényes Elek-emlékérem (1996)[3]
- Pro Urbe Miskolc (2001)[3]
- MAB Kitüntető Tudományos Díj (2002)[2]
- a Magyar Tudományos Jövőkutatásért Emlékérem (2005)[2]
- a Magyar Köztársasági Érdemrend középkeresztje (2006)[3]
- a Magyar Verskultúra Lovagja (2006)[2]
- Miskolc díszpolgára (2007)[2]
- Pro Commitatu Díj B-A-Z Megye (2007)[2]
- Tudományos Munkáért Díj, Belügyminisztérium (2007)[2]
- Magyar Sportért Díj (2009)[2]